# Število E
Označevanje aditivov s števili E (pogovorno ejekov) je razvila Evropska gospodarska skupnost (EEC) za uskladitev zakonodaje in lažje mednarodno trgovanje z živili. Za evropski sistem označevanja snovi je značilna predpona E, ki ji sledi številka. 
Poleg Evropske unije ga uporabljajo tudi GCC, Avstralija, Nova Zelandija in Izrael. Vse pogosteje pa tudi v Severni Ameriki, predvsem v Kanadi. 

## Numerična razporeditev
| Barvila 100-199                                                                  | Barvila 100-199            |
| -------------------------------------------------------------------------------- | -------------------------- |
| 100–109                                                                          | rumena                     |
| 110–119                                                                          | oranžna                    |
| 120–129                                                                          | rdeča                      |
| 130–139                                                                          | modra in vijolična         |
| 140–149                                                                          | zelena                     |
| 150–159                                                                          | rjava in črna              |
| 160–199                                                                          | drugi                      |
| Konzervansi 200-299                                                              |                            |
| 200–209                                                                          | sorbinska kislina          |
| 210–219                                                                          | benzojska kislina          |
| 220–229                                                                          | sulfiti                    |
| 230–239                                                                          | fenoli in metanoati        |
| 240–259                                                                          | nitrati                    |
| 260–269                                                                          | acetati                    |
| 270–279                                                                          | laktati                    |
| 280–289                                                                          | propanoati                 |
| 290–299                                                                          | drugi                      |
| Antioksidanti in regulatorji kislosti 300-399                                    |                            |
| 300–305                                                                          | askorbati (vitamin C)      |
| 306–309                                                                          | tokoferol (vitamin E)      |
| 310–319                                                                          | galati in eritorbati       |
| 320–329                                                                          | laktati                    |
| 330–339                                                                          | citrati in tartrati        |
| 340–349                                                                          | fosfati                    |
| 350–359                                                                          | malati in adipati          |
| 360–369                                                                          | sukcinati in fumarati      |
| 370–399                                                                          | drugi                      |
| Stabilizatorji: sredstva za zgoščevanje, želirna sredstva in emulgatorji 400-499 |                            |
| 400–409                                                                          | alginati                   |
| 410–419                                                                          | naravni gumi               |
| 420–429                                                                          | druga naravna sredstva     |
| 430–439                                                                          | polioksietenske zmesi      |
| 440–449                                                                          | naravni emulgatorji        |
| 450–459                                                                          | fosfati                    |
| 460–469                                                                          | celulozne zmesi            |
| 470–489                                                                          | maščobne kisline in zmesi  |
| 490–499                                                                          | drugi                      |
| Sredstva za uravnavanje pH in sredstva proti strjevanju 500-599                  |                            |
| 500–509                                                                          | anorganske kisline in baze |
| 510–519                                                                          | kloridi in sulfati         |
| 520–529                                                                          | sulfati in hidroksidi      |
| 530–549                                                                          | alkalijske kovine          |
| 550–559                                                                          | silikati                   |
| 570–579                                                                          | stearati in glukonati      |
| 580–599                                                                          | drugi                      |
| Ojačevalci okusa 600-699                                                         |                            |
| 620–629                                                                          | glutamati                  |
| 630–639                                                                          | inozinati                  |
| 640–649                                                                          | drugi                      |
| Drugi aditivi 900-1599                                                           |                            |
| 900–909                                                                          | voski                      |
| 910–919                                                                          | sredstva za glaziranje     |
| 920–929                                                                          | izboljševalci okusa        |
| 930–949                                                                          | plini za konzervacijo      |
| 950–969                                                                          | sladila                    |
| 990–999                                                                          | sredstva za penjenje       |
| 1100–1599                                                                        | novi aditivi               |

Opomba: Pri nekaterih primerih aditivov se numerična razporeditev ne sklada s skupino, v katero spadajo. Posebnosti se pojavljajo pri aditivih od E400 do E499 zaradi raznolike uporabe.